# Myron Samuel
Myron Samuel (Layou, 19 dicembre 1992) è un calciatore sanvincentino, attaccante dell'Avenues Utd.

## Carriera

### Club
Ha giocato nelle giovanili del System 3 FC prima di passare all'Avenues United nel 2009. Nel 2013 si trasferisce al Rendezvous. Nel 2015 passa al Seattle Sounders 2.

### Nazionale
Dopo aver giocato nella nazionale Under-23, nel 2009 debutta anche in prima squadra. Samuel è uno dei più giovani giocatori ad aver giocato e ad aver segnato per la nazionale sanvincentina.